# The Other Boleyn Girl (phim 2008)
The Other Boleyn Girl (Người tình Đại Đế) là bộ phim Anh sản xuất vào năm 2008. Kịch bản dựa theo truyện cùng tên năm 2001 của Philippa Gregory.
Bộ phim mô tả hư cấu cuộc sống vào thế kỉ 16 của nữ quý tộc Mary Boleyn, người tình một thời của vua Henry VIII và chị gái cô Anne, người vợ thứ hai bất hạnh của hoàng đế.

## Nội dung
Hai chị em Anne và Mary Boleyn đều bị điều khiển dưới bàn tay đầy tham vọng của chính người cha, người chú của mình để nâng cao địa vị cho cả gia tộc bằng cách tranh thủ tình cảm của Vua Henry VIII.
Bỏ lại đằng sau cuộc sống làng quê, các cô gái bị đẩy vào cuộc sống chốn triều đình đầy nguy hiểm và bất an. Cái giá phải trả để giành lấy địa vị cho gia tộc bắt đầu khi sự ganh đua tàn nhẫn giữa Anne và Mary để giành lấy tình yêu của vị vua.
Lúc đầu, Mary có được ân huệ của Vua Henry và trở thành vợ không chính thức của ông, sinh cho ông 2 đứa con riêng. Nhưng Anne, cô gái khôn ngoan và can đảm đã không chỉ ở bên cạnh lẫn em gái mình mà còn thân thiết với cả vợ của vua Henry, nữ hoàng Katherine vùng Aragon, và cũng không ngoài mục đích quyết tâm đeo đuổi Nhà Vua.
Cuối cùng,cô cũng thành công, trở thành vị hoàng hậu nổi tiếng nhất của nước Anh qua các thời đại.Cô đã làm cho Henry VIII si mê, theo đuổi nàng bảy năm trời.Cô thay đổi cả lịch sử nước Anh khi Henry vì muốn lấy nàng mà đắc tội với Giáo hoàng, tách khỏi Rome và lập nên Giáo hội Anh của riêng mình. Cô đã lật đổ được Katherine of Aragon, hoàng hậu nước Anh, công chúa nước Tây Ban Nha, con gái của Isabel of Castille vĩ đại.
Nhưng cuối cùng, bi kịch cho việc đó cũng xảy ra.

## Diễn viên chính
- Natalie Portman vai Anne Boleyn. Portman rất thích vai diễn này vì cô được đóng một tính cách chưa từng thể hiện trước đó. Cô mô tả Anne là một cô gái "dễ bị tổn thương, nhưng cũng tham vọng và đầy tinh toán, sẵn sàng đạp lên người khác để tiến thân, nhưng cũng biết hối hận về điều đó". Một tháng trước khi bộ phim bấm máy, Portman bắt đầu tham gia lớp học hàng ngày để học phát âm giọng Anh chuẩn.
- Scarlett Johansson vai Mary Boleyn. Johansson bày tỏ sự lo lắng vì bộ phim như là "một câu chuyện kể hư cấu quá mức". Phản ứng với sự nghi ngờ thành công của phim toàn diễn viên Mĩ đóng vai những người Anh, cô cho biết: "Tôi sẽ bỏ lông mày và trang điểm và bạn sẽ không nhận ra tôi là người Mĩ".
- Eric Bana vai Henry VIII. Bana bày tỏ sự bất ngờ khi được phân vai vua Henry VII. Anh mô tả tính cách Henry VIII "là một người về một mặt nào đó chưa thực sự trưởng thành, bị điều khiển bởi đam mê và sự tham lam"
- Jim Sturgess vai George Boleyn. Là anh cả của nhà Boleyn. Là người thân thiết nhất với Anne. Anh yêu và ủng hộ Anne vì sự nổi loạn và thái độ bất quy tắc của cô. Anh là người bị tổn thương nhất và là người tốt bụng nhất trong số các chị em nhà Boleyn.

Ngoài ra trong phim còn có sự góp mặt của Eddie Redmayne và Benedict Cumberbatch trong vai phụ.

## Đánh giá
Dù có một dàn diễn viên toàn diễn viên nổi tiếng nhưng phim không được đánh giá cao từ giới phê bình vì kịch bản quá hời hợt, không đúng về lịch sử, đặc biệt là nhân vật Anne, và được xem là phim để giải trí hơn là thể hiện một giai đoạn lịch sử khó khăn của nước Anh. Màn trình diễn của các diễn viên cũng không thực sự thuyết phục.